# والتر مورغان (لاعب غولف)
والتر مورغان (بالإنجليزية: Walter Morgan)‏ هو لاعب غولف أمريكي، ولد في 31 مايو 1941 في Haddock, Georgia ‏ في الولايات المتحدة.

## وصلات خارجية
- والتر مورغان على موقع رابطة لاعبي الغولف المحترفين (الإنجليزية)